# Kamāmalu delle Hawaii
Kamāmalu delle Hawaii (Kawaihae, 1802 – Londra, 8 luglio 1824) è stata una principessa hawaiana, regina consorte delle Hawaii dal 1819 alla morte, come moglie del fratellastro Kamehameha II delle Hawaii.

## Biografia

### Nascita

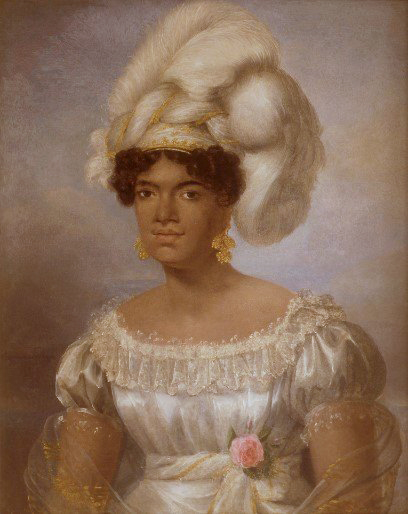
Ritratto di Kamāmalu appeso nella Sala Grande del Palazzo ʻIolani

Kamāmalu nacque nel 1802 a Kawaiahe, da Kamehameha I, primo re delle Hawaii, e da Kalākua Kaheiheimālie, una delle tante mogli di suo padre.

### Matrimonio e salita al trono

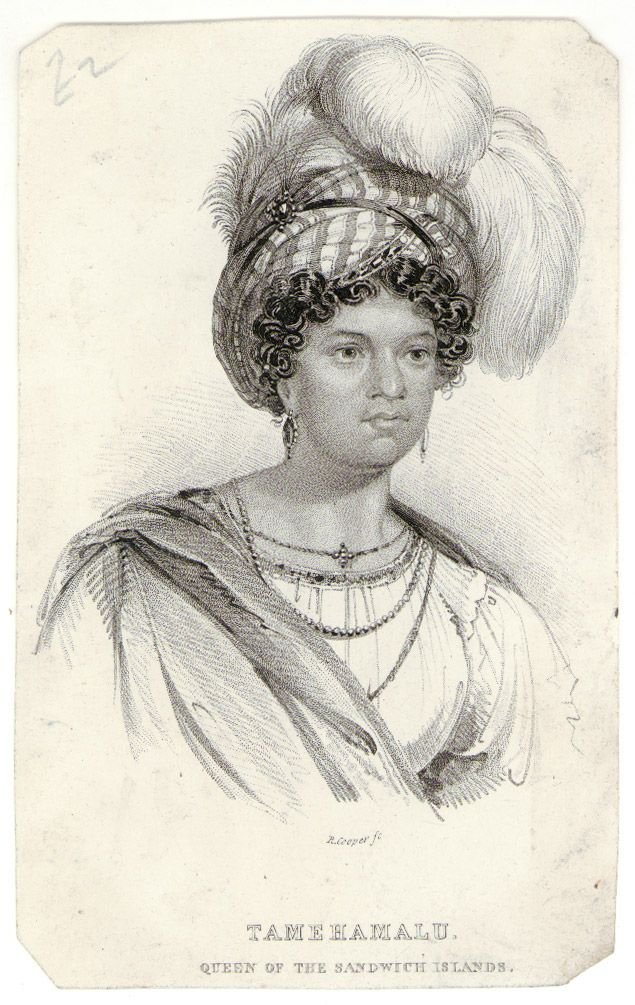
Kamāmalu ritratta negli anni venti

Kamāmalu sposò intorno al 1814, a circa 12 anni, il fratellastro consanguineo Liholiho, la cui madre era Keōpuolani, la moglie di rango più alto di suo padre Kamehameha I. Kamāmalu fu la prima delle cinque mogli di Liholiho, poiché egli praticò la poligamia (lui e suo padre furono gli unici sovrani hawaiani poligami). La sua seconda e terza moglie furono Kīnaʻu e Kekāuluohi, rispettivamente sorella minore e sorellastra maggiore di Kamāmalu, ma fu sempre lei la moglie prediletta. Dopo la morte del padre avvenuta l'8 maggio 1819, il 20 maggio i due salirono al trono e al fianco del marito, che come re adottò il nome di Kamehameha II, Kamāmalu divenne regina.

### Viaggi ufficiali

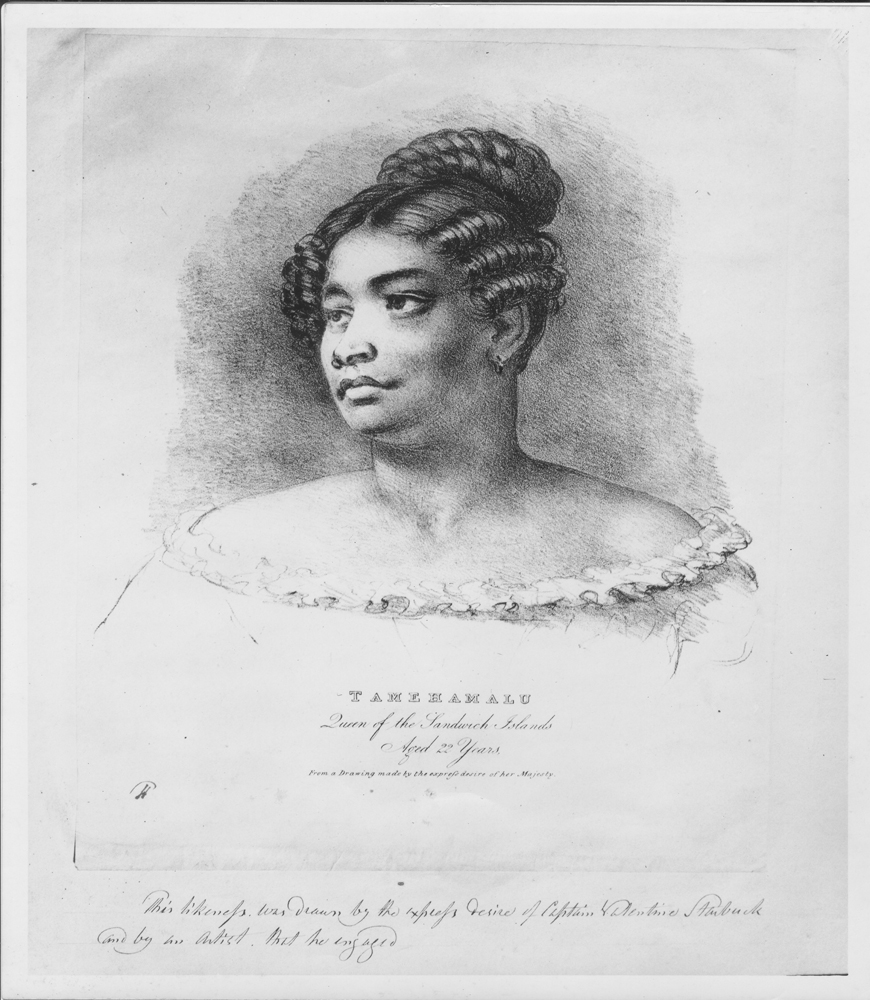
La regina Kamāmalu su un ritratto del 1824

Nel novembre del 1823 Kamāmalu si imbarcò con il marito e la corte reale hawaiana per un viaggio verso Londra, per recarsi in visita ai sovrani britannici. Lo scopo del viaggio era ringraziare il re Giorgio IV del dono fatto a Kamehameha II di una scuna dotata di sei cannoni, ma soprattutto di rafforzare i rapporti diplomatici tra le Hawaii e il Regno Unito. La nave approdò nel febbraio del 1824 alla corte brasiliana a Rio de Janeiro, dove i due sovrani ebbero modo di incontrare l'imperatore Pietro I del Brasile. In seguito la corte ripartì per giungere in Inghilterra.

#### La visita in Inghilterra e la morte
Il 17 maggio 1824 Kamāmalu e il marito arrivarono a Portsmouth e il giorno successivo giunsero a Londra per alloggiare al Caledonian Hotel. Il 28 maggio venne organizzato un ricevimento con oltre 200 invitati in onore della famiglia reale hawaiana che, dopo aver visitato la città Londra, venne invitata il 31 maggio alla Royal Opera House ad assistere a un'opera e a un balletto. Il 4 giugno assistettero ad uno spettacolo al Drury Lane Theatre.

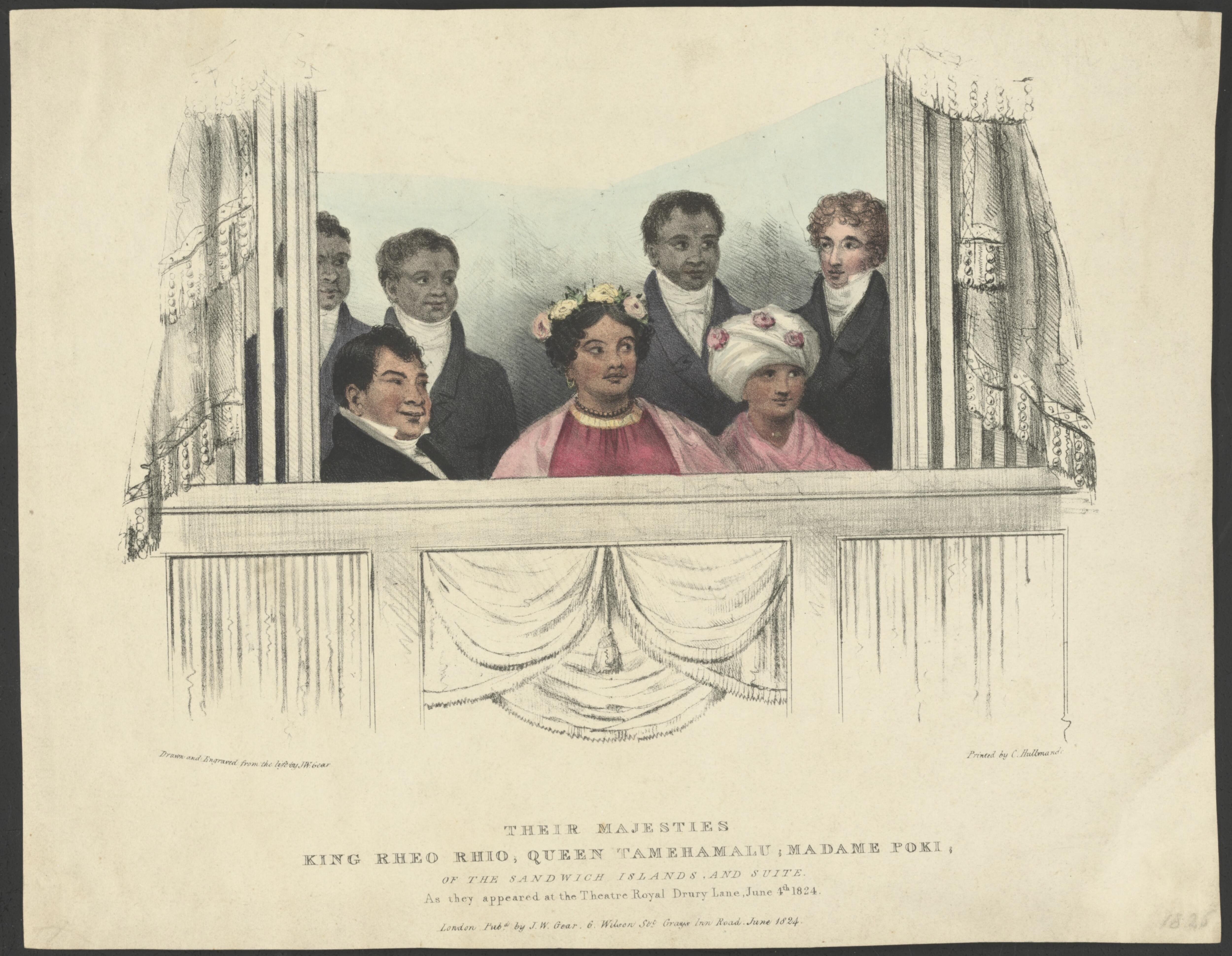
Kamehameha e Kamāmalu al Drury Lane Theatre, 4 giugno 1824

Poco dopo Kamāmalu contrasse l'influenza e per questo venne rimandato un incontro con Giorgio IV che si sarebbe tenuto il 21 giugno. In realtà l'intera corte hawaiana aveva contratto il morbillo durante una visita del 5 giugno al Royal Military Asylum. Kamāmalu morì l'8 luglio 1824 e il consorte morì sei giorni dopo, il 14 luglio. Una fitta folla si diresse al Caledonian Hotel il 17 luglio per commemorare i due defunti e il 18 luglio i loro corpi vennero temporaneamente posti in due bare nella chiesa di San Martino nei Campi. Verso settembre vennero imbarcati sull'HMS Blonde, per fare ritorno nelle Hawaii dove sarebbero stati sepolti. La nave raggiunse la capitale Honolulu quasi un anno dopo, il 6 maggio 1825 e l'11 maggio si tenne una lunga processione in onore dei due sovrani, che vennero poi sepolti nel Palazzo ʻIolani. In seguito i due corpi furono spostati e ad oggi sono sepolti nel mausoleo reale, il Mauna ʻAla. Poiché Kamāmalu non ebbe alcun figlio con il marito, il trono venne ereditato da un altro suo fratellastro, Kamehameha III delle Hawaii, fratello minore di Kamehameha II.

## Titoli e trattamenti
- 1802 – 1814: Sua Altezza Reale, la principessa Kamāmalu delle Hawaii
- 1814 – 8 luglio 1824: Sua Maestà, la regina delle Hawaii

## Ascendenza
|                                                       |             |                                                     | Genitori                                            |  |  | Nonni |  |  | Bisnonni                                      |  |  | Trisnonni                                         |  |
|                                                       |             |                                                     |                                                     |  |  |       |  |  | Keʻeaumoku, Principe Nui dell'Isola di Hawaii |  |  | Keaweikekahialiʻiokamoku, Re dell'Isola di Hawaii |  |
|                                                       |             |                                                     |                                                     |  |  |       |  |  | Keʻeaumoku, Principe Nui dell'Isola di Hawaii |  |  | Keaweikekahialiʻiokamoku, Re dell'Isola di Hawaii |  |
|                                                       |             | Kalanikauleleaiwi, Principessa dell'Isola di Hawaii |                                                     |  |  |       |  |  | Keʻeaumoku, Principe Nui dell'Isola di Hawaii |  |  |                                                   |  |
| Keōua Kalanikupuapaʻikalaninui, Grande Capo di Kohala |             |                                                     |                                                     |  |  |       |  |  | Keʻeaumoku, Principe Nui dell'Isola di Hawaii |  |  |                                                   |  |
|                                                       |             | Kamakaʻimoku, Grande Capessa di Oʻahu               | Jefe Ku-a-Nuʻuanau, Grande Capo di Oʻahu            |  |  |       |  |  |                                               |  |  |                                                   |  |
|                                                       |             | Kamakaʻimoku, Grande Capessa di Oʻahu               | Jefe Ku-a-Nuʻuanau, Grande Capo di Oʻahu            |  |  |       |  |  |                                               |  |  |                                                   |  |
|                                                       |             | Kamakaʻimoku, Grande Capessa di Oʻahu               | Umiula-a-Kaʻahumanu, Grande Capessa di Kohala       |  |  |       |  |  |                                               |  |  |                                                   |  |
| Kamehameha I delle Hawaii                             |             | Kamakaʻimoku, Grande Capessa di Oʻahu               |                                                     |  |  |       |  |  |                                               |  |  |                                                   |  |
|                                                       |             | Haʻae-a-Mahi, Grande Capo di Kohala                 | Kauaua-a-Mahi, Grande Capo di Kohala                |  |  |       |  |  |                                               |  |  |                                                   |  |
|                                                       |             | Haʻae-a-Mahi, Grande Capo di Kohala                 | Kauaua-a-Mahi, Grande Capo di Kohala                |  |  |       |  |  |                                               |  |  |                                                   |  |
|                                                       |             | Haʻae-a-Mahi, Grande Capo di Kohala                 | Kalanikauleleaiwi, Principessa dell'Isola di Hawaii |  |  |       |  |  |                                               |  |  |                                                   |  |
| Kekuʻiʻapoiwa II, Grande Capessa di Kailua-Kona       |             | Haʻae-a-Mahi, Grande Capo di Kohala                 |                                                     |  |  |       |  |  |                                               |  |  |                                                   |  |
|                                                       |             | Kekelakekeokalani-a-Keawe dell'Isola di Hawaii      | Keaweikekahialiʻiokamoku, Re dell'Isola di Hawaii   |  |  |       |  |  |                                               |  |  |                                                   |  |
|                                                       |             | Kekelakekeokalani-a-Keawe dell'Isola di Hawaii      | Keaweikekahialiʻiokamoku, Re dell'Isola di Hawaii   |  |  |       |  |  |                                               |  |  |                                                   |  |
|                                                       |             | Kekelakekeokalani-a-Keawe dell'Isola di Hawaii      | Kalanikauleleaiwi, Principessa dell'Isola di Hawaii |  |  |       |  |  |                                               |  |  |                                                   |  |
| Kamāmalu delle Hawaii                                 |             | Kekelakekeokalani-a-Keawe dell'Isola di Hawaii      |                                                     |  |  |       |  |  |                                               |  |  |                                                   |  |
|                                                       | Keawepoepoe | Lonoikahaupu                                        |                                                     |  |  |       |  |  |                                               |  |  |                                                   |  |
|                                                       | Keawepoepoe | Lonoikahaupu                                        |                                                     |  |  |       |  |  |                                               |  |  |                                                   |  |
|                                                       | Keawepoepoe | Kalanikauleleiaiwi                                  |                                                     |  |  |       |  |  |                                               |  |  |                                                   |  |
| Keʻeaumoku Pāpaʻiahiahi                               | Keawepoepoe |                                                     |                                                     |  |  |       |  |  |                                               |  |  |                                                   |  |
|                                                       |             | Kūma'aikū                                           |                                                     |  |  |       |  |  |                                               |  |  |                                                   |  |
|                                                       |             |                                                     |                                                     |  |  |       |  |  |                                               |  |  |                                                   |  |
|                                                       |             |                                                     |                                                     |  |  |       |  |  |                                               |  |  |                                                   |  |
| Kalākua Kaheiheimālie                                 |             |                                                     |                                                     |  |  |       |  |  |                                               |  |  |                                                   |  |
|                                                       |             | Kekaulike                                           | Kaulahea II                                         |  |  |       |  |  |                                               |  |  |                                                   |  |
|                                                       |             | Kekaulike                                           | Kaulahea II                                         |  |  |       |  |  |                                               |  |  |                                                   |  |
|                                                       |             | Kekaulike                                           | Papaikaniau                                         |  |  |       |  |  |                                               |  |  |                                                   |  |
| Nāmāhāna'i'Kaleleokalani                              |             | Kekaulike                                           |                                                     |  |  |       |  |  |                                               |  |  |                                                   |  |
|                                                       |             | Haʻaloʻu                                            | Ha'ae-a-Mahi                                        |  |  |       |  |  |                                               |  |  |                                                   |  |
|                                                       |             | Haʻaloʻu                                            | Ha'ae-a-Mahi                                        |  |  |       |  |  |                                               |  |  |                                                   |  |
|                                                       |             | Haʻaloʻu                                            | Kalelemauliokalani                                  |  |  |       |  |  |                                               |  |  |                                                   |  |
|                                                       |             | Haʻaloʻu                                            |                                                     |  |  |       |  |  |                                               |  |  |                                                   |  |